# Austin Powers: Welcome to My Underground Lair!
Austin Powers: Welcome to My Underground Lair! è un videogioco sviluppato per Game Boy Color dai Tarantula Studios e pubblicato nel 2000 dalla Rockstar Games. Il gioco è la versione alternativa incentrata sul Dottor Male di Austin Powers: Oh, Behave!, con il quale è compatibile attraverso l'apposito cavo. Si ispira direttamente alla celebre serie di film Austin Powers con protagonista Mike Myers.

## Modalità di gioco
Il gioco è una simulazione del computer del Dottor Male, l'antagonista dei film con protagonista Austin Powers. Il gioco comprende vari sfondi, temi, screen saver, suoni e uno spezzone del film, oltre che a una calcolatrice, una simulazione di Internet con informazioni sui film di Austin Powers e del relativo cast e un editor di testo che permette di scambiare messaggi con altri possessori del gioco attraverso l'uso dei raggi infrarossi.
Inoltre sono inclusi vari minigiochi:
- Mojo Labyrinth: minigioco ambientato in un labirinto in stile Pac-Man.
- Domination: versione in tema Austin Powers del gioco Othello.
- Rock/Paper/Scissors: una versione digitalizzata del classico gioco morra cinese.
- Kin'-Evil: un gioco di corse su motociclette che ha come protagonista Evel Knievel.